# Sínia de Rosselló
La Sínia de Rosselló és una obra de Rosselló (Segrià) inclosa a l'Inventari del Patrimoni Arquitectònic de Catalunya.

## Descripció
Sínia hidràulica situada a tocar de la canal de Pinyana, molt a prop de la colònia Alcanís. Es tracta d'un edifici de planta quadrangular, sense murs i sostingut per quatre columnes de maó que alberga, al seu interior, una gran roda vertical amb aletes tranversals. Quan puja el nivell de l'aigua, la roda queda parcialment submergida.